# 新海研一號
新海研一號為國立臺灣大學海洋研究所船務室所管理及營運之海洋調查研究船，由科技部委託台灣國際造船建造，於台灣國際造船公司基隆廠建造，用於汰換海研一號。

## 歷史

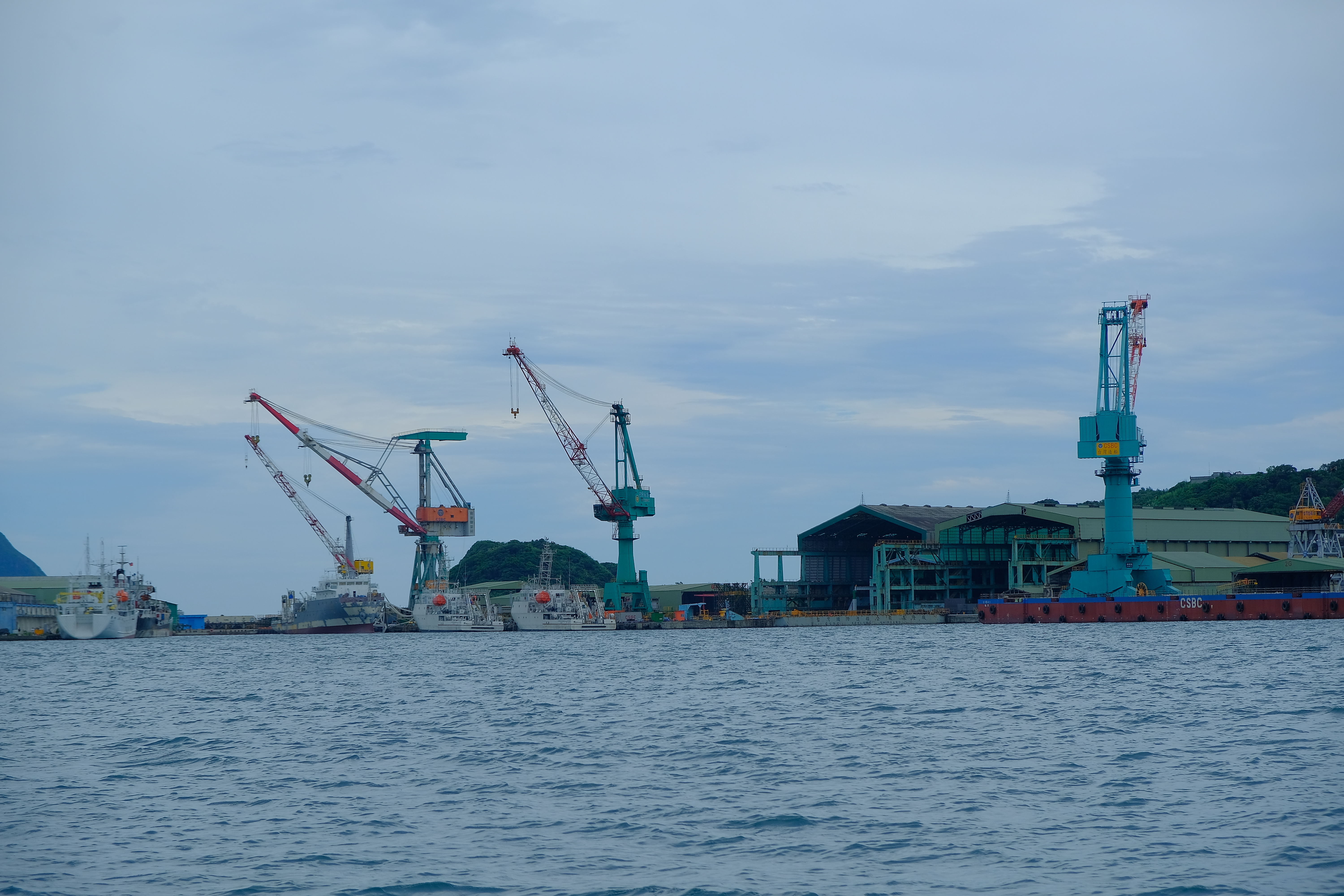
2019年建造中的新海研一號、二號&三號

### 首航關島、帛琉
新海研1號於2020年7月交船，於三個月的操船與探測自主訓練之後，執行科技部「航向藍海」計畫，2020年12月首航關島，2021年1月上旬進行帛琉海域測試探測任務，獲取西北太平洋物理生物及地球化學、生態生物多樣性等資料，建立衡量海洋長期變遷的基準。

### 2021年度船舶獎
經過海研5號沉船事件，新海研1號為台船公司首次建造之海洋研究船，科技部要求安全性規格遠高於同型船舶，採集高規格之船體結構、艙區劃分、救生、滅火設備、水密門以及完整穩度，船體線型無氣泡干擾設計，減輕振動與壓力波動達到較低的水下噪音，新海研1號的設計因此榮獲2021年度船舶獎。

### 與日本海上保安廳巡視船對峙
2022年9月底，「新海研一號」於台灣東部水域被日本海上保安廳巡視船干擾，海巡署接獲通知後，立即派遣花蓮艦前往該水域，以廣播向日本公務船表明該水域為台灣專屬經濟海域，日方勿干擾台方船舶作業，但對方也主張日本專屬經濟海域，雙方在海上對峙長達10小時，直到「新海研一號」在晚間離開該水域後，日本公務船才駛離。

### 失去動力海上漂流
台灣海巡署艦隊分署於2022年11月13日晚間10時5分獲報新海研一號失去動力，派旗津艦趕往協助，並由鄰近新竹艦執近距離戒護。由於新海研一號無法自行維修恢復動力，台大委託拖船「SALVAGE RIGGER」自高雄港出發，於15日上午10時35分抵達現場，11月18日下午2時拖回高雄港。新海研一號船上有船員22人以及研究員22人，於海上共漂流6天。

## 設備
- 全球定位系統（GPS）
- 水下定位系統（SSNL）
- 都卜勒海流剖儀（ADCP）
- 單音束深海測深儀
- 淺海多音束測深儀
- 深海多音束測深儀
- 底質剖面儀
- 深納運作同步器
- 船底運動感測器
- 絞機設備

- - CTD絞機（8,000公尺）
  - 深海絞機（10,000公尺）
  - 可攜式絞機（8,000公尺）
  - 捲網絞機

- 多功能起重機
- 船艏氣象塔

## 外部連結
- 新海研1號 - 國立臺灣大學 （页面存档备份，存于）
- YouTube上的《戒護台大研究船 海巡艦對峙日艦10小時｜20221003 公視晚間新聞》
- YouTube上的《新海研一號故障海上漂流6天 平安返抵高雄港｜2022年11月18日》